# رحلة المليون (مسلسل سعودي)
رحلة المليون هو مسلسل درامي كوميدي سعودي من تأليف فهد الحيان وإخراج سالم الكردي.

## طاقم العمل
1. فهد الحيان.
2. فخرية خميس.
3. عبد المحسن النمر.
4. ليلى السلمان.
5. شمعة محمد.
6. أميرة محمد.
7. عبد الله المزيني.
8. فيصل العيسى.
9. أحمد العليان.
10. أحمد الحميميدي.
11. عادل الضويحي.